# Zetor 2511
Zetor 2511 – ciągnik rolniczy czechosłowackiej marki Zetor, unowocześniona wersja ciągnika Zetor 2011, produkowana w latach 1968–1976 (najdłużej z drugiej serii nowej zunifikowanej rodziny UR-1).
W przeciwieństwie od poprzednika posiadał nową maskę, zmieniono także ramę wzmacniającą nad przednią osią i dwufunkcyjny układ hamulcowy. Był produkowany 8 lat, powstało 3000 sztuk. Do Polski nie eksportowano tego ciągnika ze względu na własną produkcję traktorów Ursus C-330.

## Dane techniczne
- typ silnika – Z 2501
- liczba cylindrów – 2
- średnica/skok tłoka – 95/110 mm
- stopień sprężania – 17,9
- rozrząd – OHV
- moc maksymalna – 23,8 KM
- obroty znamionowe – 2000 obr./min
- sprzęgło – dwustopniowe
- Liczba biegów w przód/tył – 10/2
- Przednie opony – 5,50-16
- Tylne opony – 10-28 WB